# دهستان زنوزق
دهستان زنوزق یکی از دهستان‌های شهرستان مرند در استان آذربایجان شرقی ایران است. این دهستان در بخش مرکزی شهرستان مرند قرار دارد و براساس سرشماری مرکز آمار ایران در سال ۱۳۹۰، جمعیت آن ۲۷۱۷ نفر (در ۸۴۵ خانوار) بوده‌است.